# Xian de Leishan
Le xian de Leishan (雷山县 ; pinyin : Léishān Xiàn) est un district administratif de la province du Guizhou en Chine. Il est placé sous la juridiction de la préfecture autonome miao et dong de Qiandongnan.

## Géographie

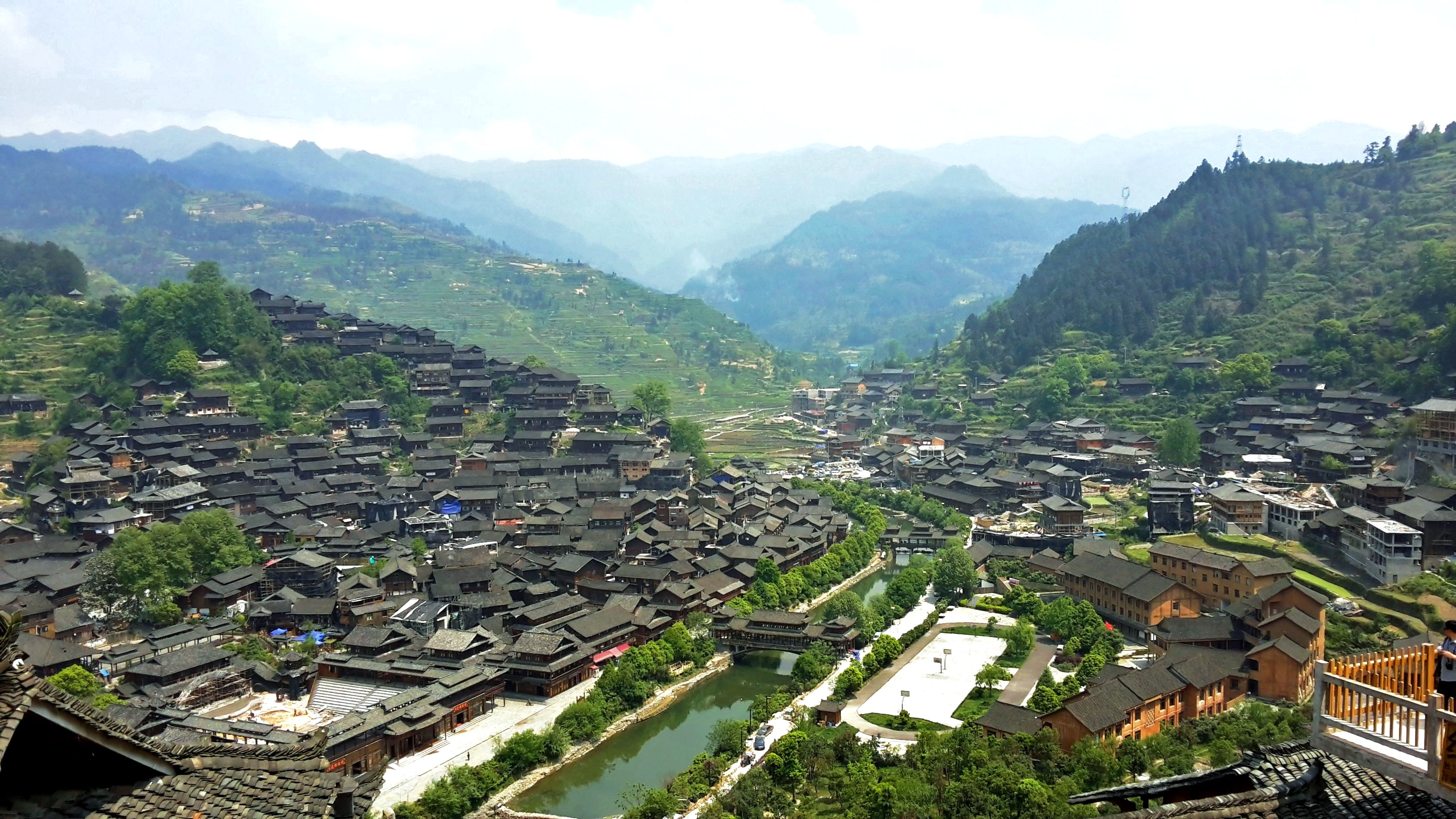
Village miao des mille foyers de Xijiang

Le village de Xijiang (西江镇) comporte le Village miao des mille foyers de Xijiang, plus grand village Miao préservé.

## Démographie
La population du district était de 138 329 habitants en 1999.